# 240757 Farkasberci
A 240757 Farkasberci (ideiglenes jelöléssel 2005 KS8) a Naprendszer kisbolygóövében található aszteroida. Sárneczky Krisztián fedezte fel 2005. május 26-án.
Nevét Farkas Bertalan magyar űrhajós, vadászpilóta után kapta.